# Jaap Snyman
Jacobus „Jaap“ van Deventer Snyman (* 7. Februar 1919 in Zeerust, Südafrikanische Union; † 20. Jahrhundert) war ein Manager und Politiker in Südwestafrika. 
Snyman ging auf die Windhoek High School in Windhoek und studierte anschließend an der Universität Pretoria. Er arbeitete anschließend als Geschäftsführer von Edelwyne (SWA) Ltd. und einem Getränkemarkt. Seit 1954 war Synman im Stadtrat von Windhoek vertreten. Von 1958 bis 1961 war er Bürgermeister der Stadt. In dieser Funktion war er in die Zwangsumsiedlung nicht-weißer Einwohner, die zur „Old Location Uprising“ führte, involviert. Er sprach verbale Drohungen gegen die Bewohner des Gebietes aus. In diesem Zusammenhang soll ein Anschlag auf sein Fahrzeug durch Anna Mungunda verübt worden sein.
Snyman war ab 1943 mit Martha Jacoba Snyman, geborene van der Westhuyzen, verheiratet.